# FARO Technologies Inc.

FARO Technologies Inc.(США) — виробник портативних координатно-вимірювальних пристроїв різних типів [Архівовано 25 квітня 2018 у Wayback Machine.], здатних здійснювати виміри в діапазоні до 350 м.
З портативним обладнанням FARO Arm® [Архівовано 24 квітня 2018 у Wayback Machine.] (EDGE Arm, PRIME Arm, Fusion Arm) можна здійснювати 3D вимірювання контактним та безконтактним способом, вирішувати задачі зворотного інжинірингу, контролю точності виготовлення виробу. За допомогою FARO® Laser Tracker Vavtage — координатно-вимірювальної системи, здійснювати точні вимірювання великогабаритних об'єктів (до 160 м), зборок та великих конструкцій, які неможливо здійснити за допомогою іншого устаткування. Для сканування місцевості, вирішення задач в галузі архітектури (реставраційні роботи, дослідження), створення 3D документації — застосовується лазерний сканер FARO ® Laser Scanner Focus 3D 70/150/350 радіус дії котрих 70, 150 і 350 м відповідно.
Основна продукція включає в себе портативні вимірювані «руки» — FaroArm ®; FARO ® Laser Tracker ION та  FARO ® Laser Tracker Vantage [Архівовано 24 квітня 2018 у Wayback Machine.]; FARO Laser ScanArm ® [Архівовано 24 квітня 2018 у Wayback Machine.]; FARO ® Laser Scanner Focus 3D [Архівовано 24 квітня 2018 у Wayback Machine.]; FARO ® Quantum [Архівовано 24 квітня 2018 у Wayback Machine.] і, CAM2 програма для CAD-вимірювань та звітності, що відповідає технології ISO-9001 та ISO-17025.

## Сфери застосування
- Аерокосмічна промисловість: зворотний інжиніринг, сертифікація, інспекція деталей.
- Автомобілебудування: виготовлення і сертифікація інструменту, вирівнювання, інспекція деталей, зворотний інжиніринг.
- Архітектура: реставрація пам'яток архітектури.
- Важке машинобудування: проведення вимірів об'єкта вимірів, не знімаючи його з верстата або конвеєра, установка .
- Металообробка: інспекція дослідних зразків продукції, періодичний вибірковий контроль.
- Наладка верстатів і обтискання: перевірка штампування і обтискання, складне верстатобудування.
- Формування і виготовлення шаблонів: збірні шаблони, складне верстатобудування.
- Штампування/литво: інспекція форм, сканування прототипів виробів.

Офіційний представник FARO Technologies Inc. в Україні — ТОВ "Промскан3д" (LLC PromScan3D) [Архівовано 24 квітня 2018 у Wayback Machine.]